# پرنده‌ها (آلبوم حسین علیزاده)
پرنده‌ها یک آلبوم موسیقی با آهنگسازی و نوازندگی حسین علیزاده و مجید خلج و با خوانندگی هما نیکنام می‌باشد، که در سال ۲۰۰۲  توسط شرکت «با میوزیک ریکوردز» با شماره BACD1 در قالب سی‌دی در فرانسه منتشر شد .

## فهرست آهنگ‌ها
| شماره | عنوان آهنگ                              | آهنگساز                 | شعر          | مدت (دقیقه) |
| ----- | --------------------------------------- | ----------------------- | ------------ | ----------- |
| ۱     | Horizon (افق)                           | حسین علیزاده و مجید خلج | بدون کلام    | ۱۳:۱۳       |
| ۲     | Birds (پرنده‌ها)                         | حسین علیزاده            | م. آزاد      | ۱۲:۳۳       |
| ۳     | Night Light (نور شب)                    | حسین علیزاده و مجید خلج | بدون کلام    | ۱۷:۲۴       |
| ۴     | Fire (آتش)                              | حسین علیزاده            | مجذوب تبریزی | ۶:۱۲        |
| ۵     | Light As The Butterfly (نوری چو پروانه) | حسین علیزاده            | مولانا       | ۵:۴۷        |

## آفرینندگان آلبوم
- حسین علیزاده: نوازنده سه‌تار و آهنگساز
- مجید خلج: تنبک، دایره و دف و همکاری در آهنگسازی
- هما نیکنام: خواننده
- م.‌ آزاد (محمد مشرف آزاد تهرانی)، مجذوب تبریزی و مولانا: شاعران

## توضیحات بیشتر در مورد آهنگهای آلبوم پرنده‌ها
- پرنده‌ها و نوری چو پروانه (پروانه شو)

در سال ۲۰۰۶ پرنده‌ها از م. آزاد و تصنیف پروانه شو در آلبومی با نام تماشای آب‌های سپید و با صدای افسانه رثایی مجددا اجرا و منتشر شد که در آن سال نامزد دریافت جایزه گرمی برای بهترین موسیقی سنتی جهان شد.

## دیگر مشخصات آلبوم
- مسترینگ: Jean-Pierre Bouquet در استودیو L'Autre Studio در شهر سر-سور-مرن فرانسه
- مهندس ضبط: Wolfgang Obrecht
- استودیو ضبط: RichArt Studio، مونیخ، آلمان
- زمان ضبط: دسامبر ۲۰۰۱
- تهیه‌کننده: مجید خلج
- ناشر: شرکت «با میوزیک ریکوردز» (Copyright © Bâ Music Records)
- تولید‌کننده سی‌دی: DOCdata France در فرانسه